# Antonio Cifra

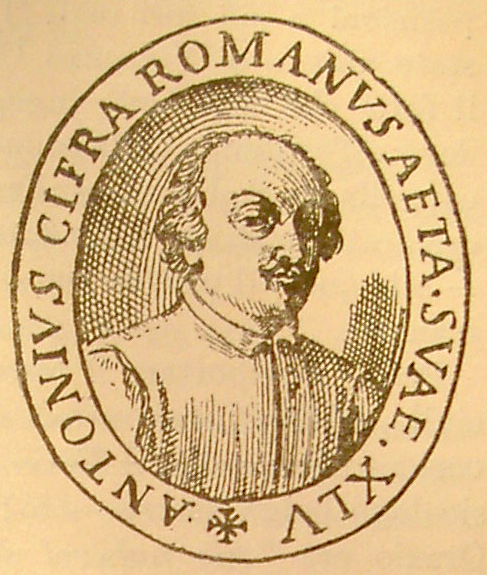
Porträt von Antonio Cifra

Antonio Cifra (* 1584; † 2. Oktober 1629 in Loreto) war ein italienischer Kapellmeister und Komponist des Barock.

## Leben und Wirken
Antonio Cifra erhielt seine Ausbildung bei Giovanni Bernardino Nanino in Rom. Er war von 1605 bis 1607 musikalischer Leiter des Seminario Romano und in gleicher Position von 1608 bis 1609 am Collegium Germanicum. Von 1609 bis zu seinem Tod war Cifra Kapellmeister der „Santa Casa“ im Pilgerort Loreto. In dieser Zeit pflegte er intensive Kontakte mit römischen Komponisten, des Weiteren nahm er als Chorleiter bei bedeutenden Anlässen im Petersdom teil.
Antonio Cifra hinterließ eine große Anzahl Werke geistlicher Vokalmusik, darunter mehrere Bücher Messvertonungen, mehr als zehn Bücher mit vielstimmigen geistlichen wie profanen Motetten sowie zwei Bände mit Instrumentalwerken („Ricercari e canzoni franzese“).